# Rules
"Rules" é uma canção da rapper e cantora norte-americana Doja Cat, gravada para seu segundo álbum de estúdio, Hot Pink (2019). A canção foi escrita por Doja Cat, Yeti Beats, Lydia Asrat, Lukasz Gottwald, Theron Thomas, Ben Diehl e Salaam Remi, enquanto sua produção foi realizada por Tyson Trax ao lado de Ben Billions e Remi. "Rules" foi lançada através da Kemosabe e RCA Records em 24 de outubro de 2019, como terceiro single do álbum.

## Antecedentes e lançamento
Doja Cat especulou a canção pela primeira vez publicando uma foto do vídeo musical em sua conta do Instagram em 16 de outubro de 2019, bem como outra foto do vídeo em 22 de outubro de 2019. "Rules" foi lançada como o terceiro single do segundo álbum de Doja Cat, Hot Pink, além de ser a terceira faixa do álbum.

## Recepção da crítica
Após o lançamento da canção, Shaad D'Souza de The Fader colocou a canção na lista das 20 Melhores Canções Pop Agora admirando a "produção solta e divertida", bem como o "carisma e encanto" de Doja. Muitas publicações tais como Elle e Pitchfork elogiaram as "Regras" e apontaram as semelhanças da entrega lírica da Doja Cat com as de Kendrick Lamar.

## Vídeo musical
Em 24 de outubro de 2019, um vídeo musical dirigido por Christian Sutton foi lançado. O vídeo retrata Doja como a chefe de uma gangue da Máfia dos Gatos com o vídeo ocorrendo no deserto.

## Créditos e pessoal
Todo o processo de elaboração de "Rules" atribui os seguintes créditos:
Gravação
- Gravada nos Eightysevenfourteen Studios (Los Angeles, Califórnia)
- Mixada nos Threejonet Studios (Los Angeles, Califórnia)
- Masterizada em Bernie Grundman Mastering (Hollywood, Califórnia)

Pessoal
- Doja Cat: vocais, composição
- Ben Diehl: composição, produção, toda programação, toda instrumentação
- Salaam Remi: composição; produção, toda programação, toda instrumentação
- Tyson Trax: composição; produção, toda programação, toda instrumentação
- Lydia Asrat: composição
- Theron Thomas: composição
- David Sprecher: composição
- Kalani Thompson: engenharia
- Seth Ringo: assistente de engenharia
- Tyler Sheppard: assistente de engenharia
- Clint Gibbs: mixagem
- Danielle Alvarez: coordenação de produção
- Mike Bozzi: masterização

## Desempenho comercial

### Tabelas semanais
| Tabela musical (2019)                               | Melhor posição |
| --------------------------------------------------- | -------------- |
| Estados Unidos (Bubbling Under Hot 100 Singles)     | 19             |
| Estados Unidos (Bubbling Under R&B/Hip-Hop Singles) | 8              |
| Estados Unidos (R&B/Hip-Hop Digital Song Sales)     | 25             |
| Nova Zelândia (Hot 40 Singles)                      | 17             |

## Certificações
| Região                                                         | Certificação | Vendas   |
| -------------------------------------------------------------- | ------------ | -------- |
| Brasil (Pro-Música Brasil)                                     | Platina      | 40,000‡  |
| Estados Unidos (RIAA)                                          | Ouro         | 500,000‡ |
| Reino Unido (BPI)                                              | Prata        | 200,000‡ |
| ‡ Vendas+valores de streaming baseados apenas na certificação. |              |          |

## Histórico de lançamento
| Região | Data                  | Formato(s)                 | Gravadora    | Ref.   |
| ------ | --------------------- | -------------------------- | ------------ | ------ |
| Várias | 24 de outubro de 2019 | Download digital streaming | Kemosabe RCA | [ 18 ] |